# Río Azufre (Tinguiririca)
El río Azufre es un curso natural de agua de la Región del Libertador General Bernardo O'Higgins que nace en las faldas del volcán Tinguiririca y fluye en dirección general suroeste hasta desembocar en el río Tinguiririca en la cuenca del río Rapel.

## Trayecto
El Azufre es junto al río Damas (Tinguiririca) uno de los formativos del Tinguiririca. El Azufre drena las sierras del Brujo y de los Punzones y el nudo orográfico del Alto de los Arrieros y recibe las aguas del río San José.: 357 

## Historia
Por su valle debieron pasar los sobrevivientes del vuelo uruguayo que buscó ayuda en 1972 tras el accidente aéreo.
Luis Risopatrón lo describe así en su Diccionario Jeográfico de Chile (1924):: 59 
Azufre (Río del). Recibe las aguas de las faldas N del volcán Tiguiririca, corre hacia el W, en un cajón profundo al sur de la sierra de San Hilario, cruza el llano de las Pómez por un hondo zanjón i se vacía en la májen N del curso superior del río Tinguiririca, en El Andarivel, aportando tanto caudal de aguas como este; en su hoya abunda el pasto y la leña.